# Добрушинский сельский совет
Добрушинский сельский совет (укр. Добрушинська сільська рада, крымскотат. Çоtay köy şurası) — согласно законодательству Украины — административно-территориальная единица в Сакском районе Автономной Республики Крым.
Население по переписи 2001 года — 2563 человек, площадь сельсовета 140 км².
К 2014 году состоял из 5 сёл:
- Добрушино
- Елизаветово
- Известковое
- Солдатское
- Шалаши

## История
Добрушинский сельский совет, судя по доступным историческим документам, был создан до 1 января 1968 года. На тот год, помимо Добрушино, в составе сельсовета числились сёла:
| - Баштановка - Богатое - Властное - Елизаветово | - Запорожское - Известковое - Наташино | - Солдатское - Чернушки - Шалаши |

К 1977 году Баштановка, Запорожское и Чернушки были упразднены, до 1985 года ликвидировано Богатое. 5 сентября 1985 года Властное и Наташино переданы во вновь созданный Весёловский сельсовет и совет обрёл нынешний состав.
С 12 февраля 1991 года сельсовет в восстановленной Крымской АССР, 26 февраля 1992 года переименованной в Автономную Республику Крым. С 21 марта 2014 года в составе Крыма аннексирован Россией. Законом «Об установлении границ муниципальных образований и статусе муниципальных образований в Республике Крым» от 4 июня 2014 года территория административной единицы была объявлена муниципальным образованием со статусом сельского поселения.